# شیخ‌آباد یلمه‌سالیان
شیخ‌آباد یلمه‌سالیان روستایی در دهستان مزرعه شمالی بخش وشمگیر شهرستان آق‌قلا استان گلستان ایران است.

## جمعیت
بر پایه سرشماری عمومی نفوس و مسکن در سال ۱۳۹۵ جمعیت این مکان ۱۷۷ نفر (۴۹خانوار) بوده‌است.